# Rudka (gmina Ruda-Huta)

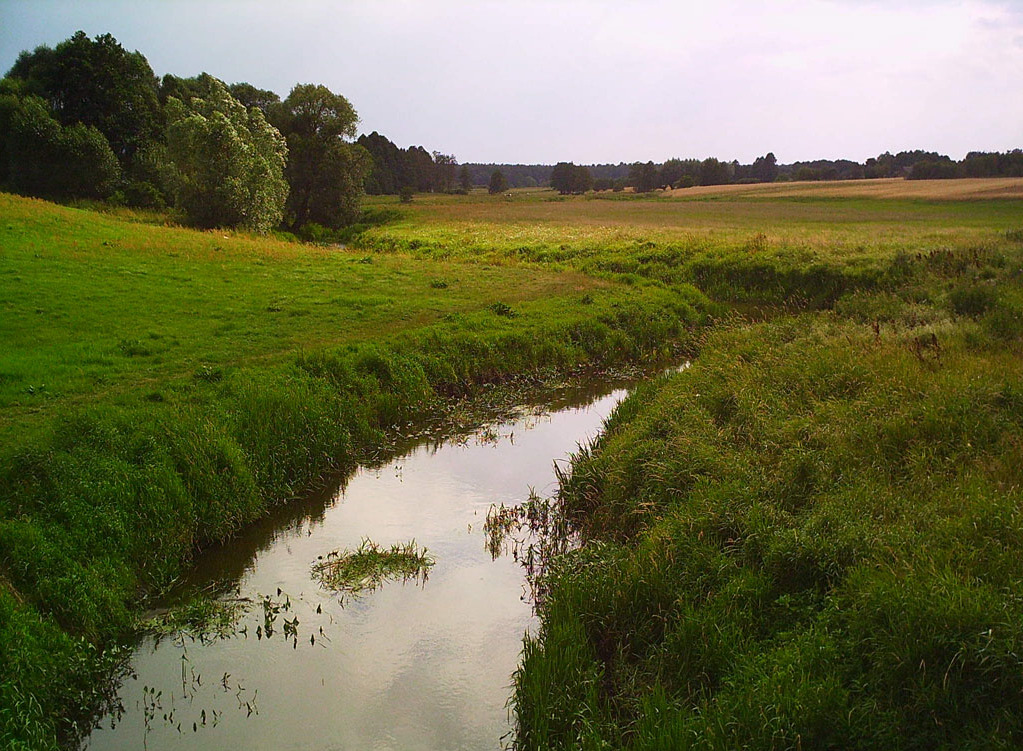
Uherka we wsi Rudka

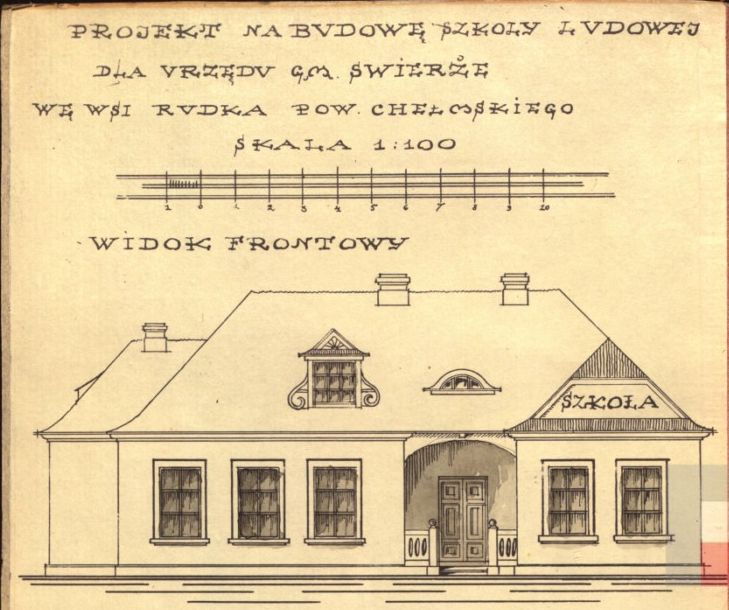
Niezrealizowany projekt szkoły powszechnej w Rudce, 1925

Rudka – wieś w Polsce, położona w województwie lubelskim, w powiecie chełmskim, w gminie Ruda-Huta. 
W latach 1975–1998 wieś administracyjnie należała do województwa chełmskiego.
Wieś nad rzeką Uherką, położona jest przy drodze wojewódzkiej nr 816 Dorohusk – Włodawa. W l. 1867–1954 miejscowość należała do gminy Świerże. Miejscowość dzieli się na Rudkę i Rudkę Kolonię. 
Wieś stanowi sołectwo gminy Ruda-Huta. Według Narodowego Spisu Powszechnego (III 2011 r.) liczyła 180 mieszkańców i była jedenastą co do wielkości miejscowością gminy Ruda-Huta.
Wierni Kościoła rzymskokatolickiego należą do parafii św. Stanisława i Niepokalanego Serca Najświętszej Maryi Panny w Rudzie-Hucie. W Rudce znajduje się kaplica pw. św. Brata Alberta Chmielowskiego. 
Jest również zbór Kościoła Chrześcijan Baptystów, protestanckiej wspólnoty o charakterze ewangelicznym. 

## Części wsi
| SIMC    | Nazwa     | Rodzaj    |
| ------- | --------- | --------- |
| 1026467 | Podlesie  | część wsi |
| 0106448 | Pola      | część wsi |
| 0106454 | Sosnowiec | część wsi |

## Historia
Pod kon. XVIII i na pocz. XIX w. Rudka wchodziła w skład dóbr uhruskich, w 1836 r. wraz z dobrami rządowymi Ruda zakupionych przez Henryka Kamieńskiego. Według stanu z 1827 r. Rudka stanowiła własność rządową należącą do parafii Uhrusk, liczyła 31 domów i 215 mieszkańców. 19 lutego 1863 r. pod Rudką stoczona została potyczka oddziałów powstańczych dowodzonych przez Oswalda Radziejowskiego i Kazimierza Bogdanowicza z kolumną wojsk rosyjskich dowodzonych przez kapitana Raguzę. W trakcie walk poległo ok. 11 powstańców, 14 zostało rannych. Podczas pierwszej wojny światowej wieś została spalona, a mieszkańcy zmuszeni do wyjazdu za Bug. W l. 1918-1922 większość z nich powróciła do Rudki. Według spisu powszechnego z 30 września 1921 r. Rudkę zamieszkiwało 414 osób, z których narodowość polską deklarowało 396, rusińską (ukraińską) 1, żydowską 17, wyznanie rzym.-kat. 20, prawosławne 371, ewangelickie 6, mojżeszowe 17. W okresie międzywojennym we wsi mieściła się polska szkoła powszechna.
Z początkiem drugiej wojny światowej część mieszkańców wyjechała na tereny okupowane przez ZSRR. Po drugiej wojnie światowej w 1947 r. w ramach akcji „Wisła” ok. 90 rodzin wysiedlono na tereny północno-zachodniej Polski. Po latach część z nich powróciła w rodzinne strony. W 1956 r. miejscowość została zelektryfikowana. W miejscowości do wiosny 2015 r. funkcjonował sklep. W 2000 r. wieś zamieszkiwało około 230 osób.